# 나카아라이역
나카아라이역(일본어: 中荒井駅)은 일본 후쿠시마현 미나미아이즈군 미나미아이즈정에 있는 아이즈 철도 아이즈 선의 역이다.

## 역사
- 1947년 12월 12일: 국유철도의 역으로 영업 개시.
- 1987년
  - 4월 1일: 일본 철도 민영화에 의하여 동일본여객철도(JR 동일본)에 계승됨.
  - 7월 16일: 아이즈 철도로 전환됨.

## 역 구조
단선 승강장 1면 1선의 지상역으로 무 역이다.
역사는 귀틀집풍이어서 역명판에는 "명승 여활의 초막(名僧如活の庵)"이라고 부기되어 있다.

## 역 주변
- 국도 제121호선
- 아가노강

## 인접역
| 아이즈 철도 ■ 아이즈 선        | 아이즈 철도 ■ 아이즈 선                | 아이즈 철도 ■ 아이즈 선                |
| ------------------------------ | -------------------------------------- | -------------------------------------- |
| 아이즈타지마 니시와카마쓰 방면 | □ 쾌속 "AIZU 마운트 익스프레스" ■ 보통 | 아이즈아라카이 아이즈코겐오제구치 방면 |